# Alpioniscus kratochvili
Alpioniscus kratochvili är en kräftdjursart som först beskrevs av Zdenek Frankenberger 1938.  Alpioniscus kratochvili ingår i släktet Alpioniscus och familjen Trichoniscidae. Inga underarter finns listade i Catalogue of Life.